# Copa América de Ciclismo 2013
Die 13. Copa América de Ciclismo, ein seit 2001 jährlich stattfindendes brasilianisches Straßenradrennen, fand am 6. Januar 2013 in Rio de Janeiro statt. Das Eintagesrennen war Teil der UCI America Tour, wo es in die Kategorie 1.2 eingestuft war, und der nationalen brasilianischen Rangliste. Der Argentinier Francisco Chamorro gewann die Copa nach 110 Kilometern zum dritten Mal nach 2009 und 2012.
Neben dem Männer-Rennen wurde auch ein Wettbewerb für Frauen veranstaltet, der zum nationalen brasilianischen Kalender zählte.

## Strecke und Rennverlauf
Start und Ziel einer jeden Runde lagen am Denkmal für die Gefallenen des Zweiten Weltkrieges. Die Strecke führte von dort an der Ostküste Rio de Janeiros entlang, bis ein Wendepunkt erreicht wurde, nach dem der Weg wieder zurückführte zum Gefallenen-Denkmal. Die Fahrer mussten diese gut zwölf Kilometer lange Runde neunmal absolvieren. Das Rennen endete nach ungefähr zweieinhalb Stunden in einem Massensprint, den der Argentinier Francisco Chamorro (Funvic-Pindamonhangaba) wie im Vorjahr für sich entscheiden konnte. Dabei ließ er die beiden Brasilianer Nilceu Santos (ebenfalls Funvic-Pindamonhangaba) und Kleber Ramos (beide Clube DataRo de Ciclismo) hinter sich. 36 Fahrer gaben das Rennen auf, einer trat nicht an.

## Ergebnis
|     | Fahrer                  | Nation      | Team                         | Zeit         |
| --- | ----------------------- | ----------- | ---------------------------- | ------------ |
| 1.  | Francisco Chamorro      | Argentinien | Funvic-Pindamonhangaba       | 2:27:45 h    |
| 2.  | Nilceu Santos           | Brasilien   | Funvic-Pindamonhangaba       | gleiche Zeit |
| 3.  | Kleber Ramos            | Brasilien   | Clube DataRo de Ciclismo     | gleiche Zeit |
| 4.  | Roberto Silva           | Brasilien   | Funvic-Pindamonhangaba       | gleiche Zeit |
| 5.  | Juan Fernandes          | Argentinien | Iron Age Sorocaba            | gleiche Zeit |
| 6.  | Rodrigo Melo            | Brasilien   | Clube DataRo de Ciclismo     | gleiche Zeit |
| 7.  | Michel Fernandez García | Kuba        | São Francisco Saude-Powerade | gleiche Zeit |
| 8.  | Ignacio Maldonado       | Uruguay     | Nationalmannschaft Uruguay   | gleiche Zeit |
| 9.  | Geovane Andriatto       | Brasilien   | GRCE Memorial-Giant          | gleiche Zeit |
| 10. | Joaquin Banda           | Chile       | Nationalmannschaft Chile     | gleiche Zeit |